# Zönästhesie
Die Zönästhesie (von griechisch koinos „allgemein“ und αἴσθησις aísthēsis „Wahrnehmung“, „Empfindung“) oder das Gürtelgefühl bezeichnet Phänomene der Körperwahrnehmung. Im medizinischen Sinne gelten unklare und schwach ausgeprägte, bisweilen nicht lokalisierbare Empfindungen als Zönästhesien. In Abgrenzung dazu spricht man bei Dysästhesien von Empfindungsstörungen.

## Begriff
Der Ausdruck „Coenästhesie“ ist abgeleitet von altgriechisch koine aisthesis.  Er ist im heute gebräuchlichen medizinischen Sinne als erstes im Jahr 1794 von dem Hallenser Psychiater Johann Christian Reil (1759–1813) und seinem Doktoranden Hübner eingeführt worden. Auch René A. Spitz (1887–1974) hat sich unter entwicklungspsychologischen Gesichtspunkten für die Verbreitung des Begriffs verdient gemacht. Der in Frankreich häufig gebrauchte Begriff geht u. a. auf den französischen Psychiater Ernest Dupré (1862–1921) zurück. – Alternative begriffliche Schreibweisen existieren als Coenästhesie, Koenästhesie oder Zoenästhesie und sind auch unter den Synonymen Vitalgefühl, Lebensgefühl, Leibempfindung, Leibgefühl, Gemeingefühl (sensus communis) und Gemeinempfindung bekannt.

## Zwischen Empfindung und Wahrnehmung
Betrachtet man Zönästhesien als Erscheinungen des Gemüts, so kann man sie ebenso wie Gefühle auch als sensorische Leistungen ansehen. Eher bewusste Zönästhesien werden nicht nur als Gemeinempfindungen,(a) sondern auch als Körperwahrnehmungen beschrieben. Beispiele dafür sind Hunger, Durst, Müdigkeit, geschlechtliche Erregung. Sie sind nur undeutlich von Organempfindungen abgrenzbar. Hunger kann als allgemeine vitale Leibempfindung, aber auch als unangenehme Wahrnehmung in der Magengrube auftreten. In ähnlicher Weise ist dies bei der Übelkeit der Fall. – Auf die Differenzierungen des Gegenstandsbewusstseins hat Karl Jaspers (1883–1969) hingewiesen. Er unterschied zwischen bildhaften und leibhaften Qualitäten der Auffassung. Bei den bildhaften Qualitäten überwiege der Subjektivitätscharakter, bei den leibhaften der Objektivitätscharakter. Bildhafte Auffassungen seien als Vorstellungen, leibhafte als Wahrnehmungen anzusehen. Durch den Prozess des intentionalen Akts werde die Auffassung beseelt. Als körpernahe Empfindungen werden Vitalgefühle dagegen häufig als persönlichkeitsfremd bzw. als tieferen Bewusstheitsschichten zugehörig beschrieben. Als persönlichkeitsnahe werden auch die Zustandsgefühle erlebt. Siehe dazu auch das nachfolgend dargestellte und an der Persönlichkeitsentwicklung orientierte Begriffspaar der Re- und Desomatisierung, das 1955 von Max Schur eingeführt wurde.

### Neurophysiologie
Entsprechend der Wortbedeutung aus altgriechisch koinê aisthêsis (ϰοινὴ αἴσθησις) sind zunächst die nach Aristoteles und der heutigen Wahrnehmungstheorie zu verstehenden höchsten Sinnesleistungen in den tertiären Hirnzentren zu erwähnen als Sinnesleistungen, die „allen Sinnen gemeinsam“ sind, vergleiche auch die Darstellung dieser Theorie anhand des Sehvermögens. Diese Form des Sensus communis in sensualistischem Wortverständnis meinte auch Henri Ey mit „Zönästhesie“ als „höchere Leistung“ des Gehirns in seiner organo-dynamischen Theorie. Carl Gustav Jung gebraucht den Begriff Zönästhesie in diesem Sinne als höheren „Vorstellungskomplex“, der mit der Wahrnehmung des Ichs in Verbindung steht. Begriffe wie „höherer“ Vorstellungskomplex oder „tiefes“ Gefühl setzen eine räumliche Metaphorik voraus bzw. gehen von einer Schichtenlehre aus. Andererseits zählen etwa Hunger und Durst zu den stammesgeschichtlich und entwicklungsgeschichtlich ältesten Gemeingefühlen und können daher nach dem phylogenetischen Konzept der Desomatisierung bzw. nach dem psychogenetischen Grundgesetz mit Recht als körpernahe bezeichnet werden. – Im Lehrbuch von Hermann Rein und Max Schneider werden Hunger und Durst als „Gemeingefühle“ bezeichnet. Die Bezeichnung „Gemeingefühl“ leite sich davon ab, dass dieses nicht lokalisierbar sei. Anaklitische Reize, wie sie vielfach im Zusammenhang mit Essgewohnheiten stehen, sind andererseits als Auslöser für gemeinschaftsbildendes Verhalten anzusehen (Internalisierung).

## Ein literarisches Beispiel
„Das Herz mir im Leibe entbrannte,
Da hab ich mir heimlich gedacht,
Ach, wer da mitfahren könnte
In der prächtigen Sommernacht.“

Das „Entbrennen des Herzens“ kann im wörtlich aufgefassten Sinne als Zönästhesie bezeichnet werden. Fraglich erscheint, ob das „Herz“ nur symbolisch gemeint ist, d. h. stellvertretend für Gemüt. Gruhle erörtert dabei den Gesichtspunkt der Objektbeziehung, wie er im Begriff der Sehnsucht enthalten erscheint und auch für andere Gefühle gilt. Auch der Hunger habe z. B. eine solche Objektbeziehung, nämlich die nach Nahrungsmitteln. Weiter stellt sich die Frage, ob das Eichendorff-Zitat eine Gemütsbewegung beinhaltet, die nicht nur sensorische Qualitäten, sondern auch motorische bzw. emotionale Willens- und Handlungskomponenten anspricht. Im Begriff der Gemütsbewegung sei eher der zeitliche Ablauf gemeint, sagt Gruhle. Gemütsbewegung, sei nur ein Bild. Es bewege sich dabei nichts. Andererseits ist diese „Bewegung“ auch als innere Einstellung oder Bereitstellung vorstellbar – einem Modell folgend, das Gruhle nicht berücksichtigt hat. Als gegensätzliches Leibgefühl zum Hunger wäre hier auf den Begriff der Nausea zu verweisen.
Fragen nach der Objektbeziehung von Zönästhesien verdeutlichen gewiss den körpernahen Charakter dieser Gefühle. Im Falle der Sehnsucht ist solch konkreter Objektbezug allerdings nicht zwingend anzunehmen. Sehnsucht kann sich auch auf den unbestimmten Wunsch beziehen, sich von einem ganz bestimmten und festen Ort zu entfernen, an den man sich selbst gebunden oder gar an dem man sich gefangen fühlt (Fernweh). Auch in diesem Falle sind jedoch körperliche „Bewegungen“ zumindest intendiert. Zönästhesien machen in dieser Hinsicht keine Ausnahme von der allgemeinen Ambivalenz, die aller Affektivität eigen ist. Eine zweidimensionale Unterscheidung zwischen
1. aktiven (objektbezogenen) und passiven (frei flottierenden und diffusen) bzw. auch zwischen
2. angenehm (positiv) und unangenehm (negativ) getönten Gefühlen[19]

erscheint somit zwar zutreffend, bildet aber die Vielfalt ambivalenter Einstellungen noch nicht erschöpfend ab.

## Lebensgefühl
Im positiven Sinne wird Lebensgefühl häufig als bewusstes Gefühl definiert, am wirklichen Leben teilzuhaben, mitten im Leben zu stehen, als Ausdruck von Vitalität. Lebensgefühl ist somit teilweise synonym mit Vitalgefühl. Diese Definition umfasst Gemeinempfindungen wie Hunger und Durst, stellt aber auch eine eher langfristige und sozial übergreifende Bewertung der Befindlichkeit bzw. eine Grundstimmung dar. Max Scheler bezeichnete das Lebensgefühl als räumliche und zeitliche Ferngefühle.(b)
Im negativen Sinne wird Lebensgefühl erst dann bewusst, wenn grundlegende Bedingungen der Existenz bedroht erscheinen. Emil Lederer hat dies am Beispiel der ökonomisch selbständigen Gesellschaftsschicht nach dem Ersten Weltkrieg im Gegensatz zur Arbeiterschicht hervorgehoben.

Pieter Brueghel der Ältere Turmbau zu Babel (1563) – Lebensgefühl vor Ausbruch des achtzigjährigen Kriegs

Lebensgefühl kommt insbesondere in der Kunst zum Ausdruck. Es kann etwa am Beispiel der Gotik verdeutlicht werden. Ein unterschiedliches Lebensgefühl ist an verschiedenen Kunstrichtungen der Gotik wie z. B. der Richtung in der Île de France (z. B. Notre Dame de Paris), am Straßburger Münster und am Mainzer Dom zu veranschaulichen. Pieter Brueghel der Ältere hat das Lebensgefühl der niederländischen Bevölkerung vor dem Ausbruch des Achtzigjährigen Kriegs zum Ausdruck gebracht, das sich nicht nur an dem bedrohlichen Schiefstand des Turmes erkennen lässt.
Wolfgang Schmidbauer sieht das moderne Lebensgefühl durch die Angst bedroht. Es werde in eine fatale Abhängigkeit von den Fortschritten der Industriegesellschaft gebracht.
Die zunehmende Tendenz zum Single-Dasein etwa trage zu einer erschwerten Entscheidung für eigene Kinder und so zum demographischen Wandel bei.

## Lokalisation
Das Herz als Lokalisation von Leibgefühlen wurde bereits im vorletzten Kapitel Ein literarisches Beispiel genannt. Häufig ist – zumindest im Sprachgebrauch – der Bauch Sitz von Gefühlen. So ist z. B. die Rede von „Wut im Bauch haben“. Gerd Gigerenzer hat auf das Bauchgefühl als Synonym für Intuition hingewiesen. Gegenüber rationalen Überlegungen besitzen intuitive Entscheidungen den Vorteil schneller, einfacher und effektiver Abschätzungen. Ob rein organisch bedingte, eng umschriebene Dysästhesien zu den Zönästhesien zu zählen sind, erscheint fraglich. Unter Gürtelgefühl z. B. wird u. a. in der Neurologie ein Umschnürungsgefühl verstanden, so als ob ein fester Gürtel den Leib umgebe. Nach dem Roche-Lexikon Medizin und dem Pschyrembel-Wörterbuch wird dies etwa bei Myelitis, Tabes und Angina Pectoris beobachtet. Allerdings wird nach älteren Lexika wie dem von Dornblüth oder Guttmann dieses Gürtelgefühl auch bei Hysterie und Neurasthenie beobachtet. Ähnlich zusammengesetzte Termini sind z. B. Gürtelrose. Die Zuordnung des Gürtelgefühls zur Zönästhesie erscheint im Falle der Hysterie oder der Neurasthenie, also ohne sicheres organisches Korrelat, angebracht. Die Lokalisierung bei Zönästhesien ist von Fall zu Fall oder im Verlauf einer selben Erkrankung eher fließend. Für Hysterie ist bisweilen eine nur scheinbare, nicht exakt abgrenzbare Halbseitensymptomatik charakteristisch. Die medizinische Terminologie kennt auch den Begriff der „Zonästhesie“ als gleichbedeutend mit Gürtelgefühl, abgeleitet von der Ausbreitung von Leibgefühlen über bestimmte „Körperzonen“ bzw. über umschriebene Bezirke und daher nicht mit „Zönästhesie“ zu verwechseln!

## Geschichte der Psychiatrie

Homunculus – Aufteilung in motorischen und sensorischen Cortex

In der ersten Hälfte des 19. Jahrhunderts wurde der Begriff Zönästhesie seit Pierre Cabanis in Frankreich als vermittelnder Begriff zwischen rein äußerlichen Einflüssen und spontaner Seelentätigkeit verstanden. Da die französische Medizin damals führend war, hat sich ausgehend von den Vitalisten auch die Bezeichnung „Vitale Leibempfindung“ oder „Leibgefühl“ eingebürgert. Hierunter wird „das auf dem unbewussten Registrieren propriozeptiver Empfindungen im Eingeweidebereich basierende, eng mit der Körperfühlsphäre verknüpfte Gefühl für die eigene körperliche Existenz“ im Sinne eines Wohlbehagens oder guten Allgemeinbefindens verstanden. Ob „vitale Leibempfindungen“ oder „Leibgefühle“ sich speziell auf die Eingeweide beziehen, wie aufgrund vorstehender und nachfolgender Quelle ausgeführt, erscheint fraglich. Bezüglich der angeblich zugrundeliegenden Vorstellung, dass „in den Eingeweiden entstehende Empfindungen fortwährend im unbewußten Teil der Psyche registriert werden“, siehe auch die Unterscheidung zwischen Propriozeption und Viszerozeption. Rein sprachliche Ableitung – etwa aus altgriechisch koilia (κολἱα) = Bauch – trifft nicht zu. Bei einem Vergleich von somatosensorischem und somatomotorischem Cortex fällt auf, dass die Viszerozeption zwar dem somatosensorischen Cortex zugeordnet ist, hier aber eine Entsprechung seitens des somatomotorischen Cortex nicht besteht, vgl. nachfolgende Abb. Die motorische Steuerung der Eingeweide unterliegt bekanntlich dem autonomen und nicht dem somatischen Nervensystem. Umso mehr ist jedoch davon auszugehen, dass diese zentrale Repräsentanz der Eingeweide bei der Ausbildung des Körperschemas eine Rolle spielt. Diese somatosensorische Entwicklung insbesondere im kortikal sensiblen Assoziations- bzw. Nebenfeld (Lobulus parietalis superior) zählt jedoch zu den differenziertesten und am spätesten ausreifenden Funktionen und unterliegt daher auch entsprechend vielfältigen Einflüssen der Schädigung. Der französische Neurologe Pierre Bonnier (1861–1918) hat für diese Störungen den Begriff Aschematismus (franz. aschématie) vorgeschlagen.

## Aktueller Gebrauch
Als Zönästhesien im engeren Sinne werden vielfach nach Gerd Huber abnorme, den eigenen Körper betreffende Wahrnehmungen und Empfindungen bezeichnet. Hierzu gehören Dysästhesien wie zum Beispiel Kribbeln, Empfindungen des Schrumpfens des eigenen Körpers, kreisende Bewegungswahrnehmungen im Unterleib. Zönästhesien treten bei psychischen Störungen wie etwa Schizophrenie oder Hypochondrie auf, die durch das Konzept der Resomatisierung erklärbar sind.
Von den Zönästhesien sind nach Huber Zönästhesien im weiteren Sinne bzw. die Leibhalluzinationen – auch zönästhetische Halluzinationen genannt – abzugrenzen, wie sie bei Schizophrenie auftreten. Letztere werden als von außen gemacht wahrgenommen. Die Ursache für das abnorme Körpergefühl wird also außerhalb des eigenen Körpers lokalisiert (beispielsweise „man wird von elektrischen Strömen durchflossen, die von bestimmten Apparaten ausgehen“ oder „im Körperinneren durch Hypnose verändert“). Dies ist bei den Zönästhesien im engeren Sinne nicht der Fall.